# Мартинівська липа
Мартинівська липа — ботанічна пам'ятка природи місцевого значення. Об'єкт розташований на території Канівського району Черкаської області, село Мартинівка.
Площа — 0,1 га, статус отриманий у 2007 році.